# Свекатово (гмина)
Свекатово (пол. Świekatowo) — сельская гмина (волость) в Польше, входит как административная единица в Свецкий повет, Куявско-Поморское воеводство. Население — 3484 человека (на 2004 год).

## Сельские округа
1. Яня-Гура
2. Липеница
3. Любаня-Липины
4. Мале-Лонке
5. Стонжки
6. Шевно
7. Свекатово
8. Тушины
9. Залесе-Крулевске

## Соседние гмины
1. Гмина Буковец
2. Гмина Короново
3. Гмина Льняно
4. Гмина Любево
5. Гмина Прущ